# NGC 5074
NGC 5074 is een spiraalvormig sterrenstelsel in het sterrenbeeld Jachthonden. Het hemelobject werd op 13 maart 1785 ontdekt door de Duits-Britse astronoom William Herschel.

## Synoniemen
- MCG 5-31-172
- ZWG 161.1
- ZWG 160.183
- WAS 67
- KUG 1316+317
- PGC 46354